# ریچارد فرومبرگ
ریچارد فرومبرگ (انگلیسی: Richard Fromberg؛ زاده ۲۸ آوریل ۱۹۷۰) یک تنیس‌باز اهل استرالیا است.